# Xue Lei
Xue Lei (chiń. 薛雷; ur. 25 stycznia 1988 r.) – chiński niepełnosprawny lekkoatleta. Urodził się z poważnym upośledzeniem wzroku. Specjalizuje się w biegach na odcinkach sprinterskich. Występuje w klasie T11, przeznaczonej dla zawodników niewidomych lub bardzo słabo widzących. Jednym z jego największych osiągnięć jest zwycięstwo na dystansie 100 m podczas Letnich Igrzysk Paraolimpijskich 2012 w Londynie.

## Występy w zawodach międzynarodowych
| Rok  | Impreza                                              | Miejsce | Konkurencja        | Lokata     | Wynik   |
| ---- | ---------------------------------------------------- | ------- | ------------------ | ---------- | ------- |
| 2012 | Igrzyska Paraolimpijskie                             | Londyn  | bieg na 100 m      | 1. miejsce | 11,17 s |
| 2012 | Igrzyska Paraolimpijskie                             | Londyn  | bieg na 200 m      | półfinał   | 25,91 s |
| 2012 | Igrzyska Paraolimpijskie                             | Londyn  | sztafeta 4 x 100 m | 2. miejsce | 42,68 s |
| 2013 | Mistrzostwa Świata w Lekkoatletyce Niepełnosprawnych | Lyon    | bieg na 100 m      | 4. miejsce | 12,15 s |
| 2013 | Mistrzostwa Świata w Lekkoatletyce Niepełnosprawnych | Lyon    | bieg na 200 m      | eliminacje | 26,68 s |